# Crenimugil
Crenimugil es un género de peces de la familia de los mugílidos.

## Especies
Incluye a las siguientes especies:
- Crenimugil crenilabis (Forsskål, 1775)
- Crenimugil heterocheilos (Bleeker, 1855)